# Малахія
Малахі́я (івр. מַלְאָכִי, Малахі, «Мій посланець») — малий біблійний пророк, останній із старозаповітніх пророків. 

## Біографія
За переданням, походив з коліна Завулона, помер у молодості; пророкував у той час, як Єрусалимський храм був знову побудований після полону, ймовірно, близько 400 р. до н. е.; був таким же поборником віри й закону у дні Ездри і Неемії, як Огій і Захарія — у дні Зоровавеля. Він звинувачує народ за брак ревності в жертвопринесеннях, священиків — за ухилення від віри, пригрожує їм Божим судом за різні пороки та богохульство; в той же час він передрікає славу другого храму і ясно пророкує про пришестя Месії, явлення Предтечі і прийдешній Божий суд.
В часи Ісуса його пророцтва не тільки повторялися апостолами, але й були відомі книжникам і народові.